# Ectobius lapponicus
Ectobius lapponicus es una especie de insecto del orden Blattodea (cucarachas).
El macho mide 13-14 mm, la hembra, 9.5-10 mm.

## Distribución
El rango de distribución de Ectobius lapponicus incluye Europa, el norte de Asia (excluida China), el noreste de los Estados Unidos y el sureste de Canadá. Es originaria de Europa y se registró por primera vez en América del Norte en 1984.